# Dendrocopos canicapillus
Dendrocopos canicapillus е вид птица от семейство Picidae.

## Разпространение
Видът е разпространен в Бангладеш, Бутан, Бруней, Виетнам, Индия, Индонезия, Камбоджа, Китай, Лаос, Малайзия, Мианмар, Непал, Пакистан, Русия, Северна Корея, Тайланд и Южна Корея.